# 3,5-Di-terc-butylsalicylaldehyd
3,5-Di-terc-butylsalicylaldehyd je organická sloučenina, aromatický aldehyd používaný na přípravu salenových ligandů.

## Příprava
Přípravu 3,5-di-terc-butylsalicylaldehydu je možné provést Duffovou reakcí 2,4-di-terc-butylfenolu a hexamethylentetraminu:

## Reakce
Kondenzací tohoto aldehydu s různými diaminy vznikají salenové ligandy, používané v organické syntéze jako katalyzátory. Příkladem je enantioselektivní příprava ligandu Jacobsenova katalyzátoru reakcí s trans-1,2-diaminocyklohexanem; následnou reakcí s octanem manganatým a vzdušným kyslíkem se za přítomnosti zdroje chloridových iontů obnoví katalyzátor: